# Villamarta
Villamarta est un élevage (ganadería) espagnol de toros de lidia du début du XXe siècle, c'est aussi un encaste dont le bétail a été mêlé à de nombreux autres élevages.La propriété est située à Puebla de Guzmán Province de Huelva en Andalousie. Sa devise est de couleur verte et or. Son ancienneté à Madrid remonte à 1921. Son origine est inscrite sous le nom de Marqués de Villamarta.

## Historique
L'élevage est créé en 1914  par Álvaro Dávila y Ágreda, marquis de Villamarta avec du bétail de Murube, Parladé, Urcola et Medina Gavey. Il a été enrichi par la suite avec du bétail Santa Coloma. À la mort du marquis en 1941, il est divisé en deux lots dont l'un est cédé à son fils Álvaro Dávila Gavey, qui meurt en 1972. En 1980, la société Garcibravo rachète le troupeau, le Hierro (fer), et la devise, et rebaptise la ganaderia Villamarta, en y ajoutant un lot de vaches. La ganaderia fait partie de  l'Unión de Criadores de Toros de Lidia

## Caractéristiques
Selon Robert Bérard, c'est « un des noms mythiques dans l'histoire des encastes espagnoles »
Les taureaux se caractérisent par leur grande mobilité dans toutes les phases de la faena, ce qui les rend plus faciles à toréer. Ils sont régulièrement combattus à Séville et dans toutes les arènes de deuxième catégorie comme la Plaza de toros de la Merced de Huelva au début des années 2000. À partir de la deuxième décennie du XXIe siècle, ils fournissent surtout du bétail
aux Arènes de la Real Maestranza de Caballería de Séville 